# Nomada lewisi
Nomada lewisi är en biart som beskrevs av Cockerell 1903. Nomada lewisi ingår i släktet gökbin, och familjen långtungebin. Inga underarter finns listade i Catalogue of Life.